# کودک دل‌شکسته (فیلم ۱۹۷۲)
کودک دل‌شکسته (به انگلیسی: The Heartbreak Kid) فیلمی در ژانر کمدی رمانتیک سیاه به کارگردانی الین می و نویسندگی نیل سایمون است که در سال ۱۹۷۲ منتشر شد. چارلز گرودین، ادی آلبرت، اودری لیندلی، دوریس رابرتس و سیبل شفرد از ستارگان آن هستند. این فیلم بر اساس داستان کوتاهی به نام تغییر نقشه نوشتهٔ بروس جِی فریدمن ساخته شده است.
جینی برلین نامزد جایزه اسکار برای بهترین بازیگر نقش مکمل زن و ادی آلبرت نامزد بهترین بازیگر نقش مکمل مرد شدند. این فیلم در فهرستی از خنده دار ترین فیلم های آمریکایی که توسط بنیاد فیلم آمریکا در سال ۲۰۰۰ منتشر شد، رتبهٔ ۹۱ در ۱۰۰ سال بفا... ۱۰۰ خنده را کسب کرد.
بازسازی‌ای از این فیلم در سال ۲۰۰۷ با عنوان کودک دل‌شکسته منتشر شد که بن استیلر و مالین اکرمان بازیگران آن بودند.
کودک دل‌شکسته تقریباً تحسین منتقدان را به دنبال داشت. در راتن تومیتوز امتیاز ۹۲٪ بر اساس ۲۴ نقد برای این فیلم ثبت شده است. وینسنت کنبی از نیویورک تایمز اعلام کرد که «[این فیلم] یک کمدی درجه یک آمریکاییست، در نوع خودش همچون فارغ‌التحصیل شگفت آور بود.» مجله بین‌المللی فیلم آن را « بدون شک یک کمدی درخشان» نامید.(نیازمند آبونمان)

## بازیگران
- چارلز گرودین
- سیبل شفرد
- جینی برلین
- ادی آلبرت
- اودری لیندلی
- دوریس رابرتس
- آرت مترانو